# Plymouth (Ohio)
Plymouth é uma vila localizada no estado norte-americano de Ohio, no Condado de Huron e Condado de Richland.

## Demografia
Segundo o censo norte-americano de 2000, a sua população era de 1852 habitantes.
Em 2006, foi estimada uma população de 1852, um aumento de 0 (0.0%).

## Geografia
De acordo com o United States Census Bureau tem uma área de
5,8 km², dos quais 5,7 km² cobertos por terra e 0,1 km² cobertos por água.

## Localidades na vizinhança
O diagrama seguinte representa as localidades num raio de 16 km ao redor de Plymouth.